# رئيس وزراء أنتيغوا وباربودا
رئيس وزراء أنتيغوا وباربودا هو رئيس حكومة أنتيغوا وباربودا. يتم تعيين رئيس وزراء أنتيغوا وباربودا من قبل الحاكم العام بموجب أحكام الدستور.
السلطة التنفيذية للحكومة منصوص عليها في المادة 68 من الدستور، وهي منوطة بالملك. يتم تعيين رئيس الوزراء من قبل الحاكم العام. يجب أن يكون رئيس الوزراء إما عضوًا في مجلس النواب وزعيم الحزب السياسي الذي يحظى بدعم أغلبية أعضاء مجلس النواب؛ أو عضو مجلس النواب الذي من المرجح، في رأي الحاكم العام، أن يحظى بدعم أغلبية أعضاء مجلس النواب، إذا بدا له أن هذا الحزب ليس لديه زعيم لا جدال فيه في مجلس النواب أو أن أي حزب لا يحظى بدعم هذه الأغلبية. بالإضافة إلى ذلك، يجب أن يكون المرشح منفتحًا على العمل كرئيس للوزراء.
لا يجوز إلا لرئيس مجلس الوزراء أو في حالة غيابه للوزير الذي يعينه رئيس مجلس الوزراء في هذا الشأن أن يدعو مجلس الوزراء إلى الانعقاد. بموجب المادة 73 من الدستور، يتعين على الحاكم العام إقالة رئيس الوزراء أو حل البرلمان في حالة التصويت الناجح بحجب الثقة.
يجوز للحاكم العام تفويض عضو آخر في مجلس الوزراء لأداء تلك الوظائف (بخلاف الوظائف المخولة بموجب المادة 74(2) من الدستور) عندما لا يكون رئيس الوزراء موجودًا في أنتيغوا وباربودا أو غير قادر على القيام بذلك بسبب المرض أو بسبب القيود الواردة في المادة 73(4) من هذا الدستور. يجوز لهذا العضو أداء تلك الوظائف حتى يلغي الحاكم العام سلطته.

## التعيين والمدة
ينص دستور أنتيغوا وباربودا على أن رئيس الوزراء يجب أن يكون عضوًا في مجلس النواب ويتزعم الحزب السياسي في المجلس الذي يحظى بدعم أغلبية أعضاء مجلس النواب. إذا لم يكن هناك حزب له زعيم لا جدال فيه، أو لم يكن هناك حزب يحظى بدعم أغلبية أعضاء مجلس النواب، يجوز للحاكم العام تعيين عضو من المرجح أن يحافظ على دعم أغلبية الأعضاء، والذي يكون على استعداد لتولي دور رئيس الوزراء.

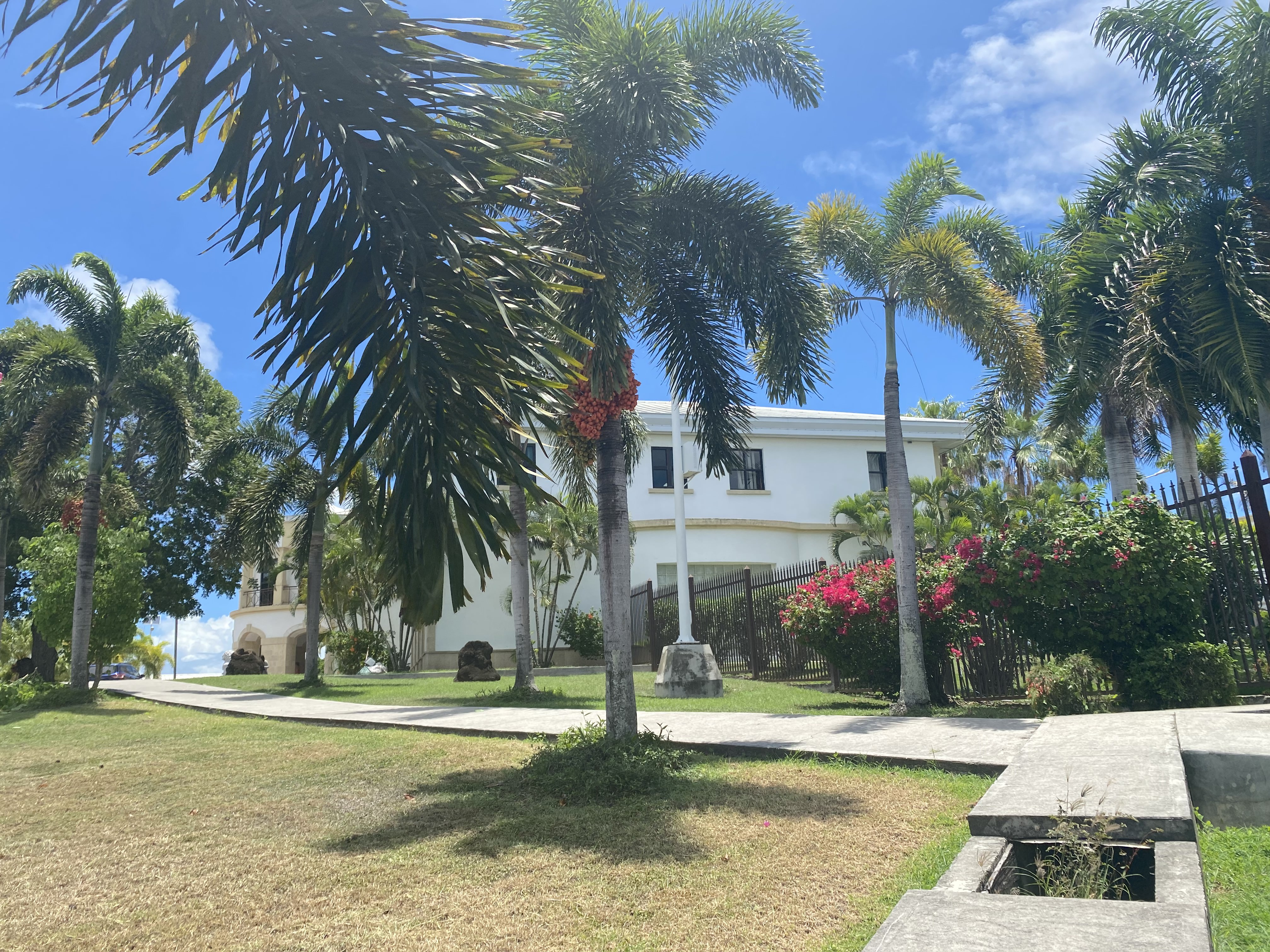
يقع مكتب رئيس وزراء أنتيغوا وباربودا في الحدائق النباتية. ومع ذلك، فهو ليس المقر الرسمي. استخدم في سي بيرد منزل توملينسون كمقر إقامته الرسمي. استخدمت الأموال المخصصة لبناء مقر إقامة رسمي لرئيس الوزراء لبناء ملعب السير فيفيان ريتشاردز.

إذا كان من الضروري تعيين رئيس وزراء أثناء حل البرلمان، فيجوز تعيين شخص كان عضوًا في مجلس النواب مباشرة قبل الحل كرئيس للوزراء.

## المسؤوليات
يقدم رئيس الوزراء المشورة للحاكم العام بشأن التعيينات في مجلس وزراء أنتيغوا وباربودا.

## قائمة
هذا هو الجدول الزمني البياني لعمر رؤساء وزراء أنتيغوا وباربودا. وقد إدرجت حسب ترتيب مناصبهم (يظهر فير بيرد حسب ترتيب رئاسته الأولى للوزراء).
تعذر تجميع إدخال EasyTimeline:

Timeline generation failed: 3 errors found

Line 50:   from:1938 till:1994 shift:(-0,-5) textcolor:NAME text:ليستير بيرد&nbsp;<span style="font-size: smaller; font-style: normal; font-weight: normal;" class="noprint">&nbsp;[[d:Q365451

- Invalid attribute 'بيرد]]&nbsp;<span' ignored.

```
 Specify attributes as 'name:value' pair(s).

```

Line 50:   from:1938 till:1994 shift:(-0,-5) textcolor:NAME text:ليستير بيرد&nbsp;<span style="font-size: smaller; font-style: normal; font-weight: normal;" class="noprint">&nbsp;[[d:Q365451

- Invalid attribute 'بيرد|ليستير' ignored.

```
 Specify attributes as 'name:value' pairs.

```

Line 50:   from:1938 till:1994 shift:(-0,-5) textcolor:NAME text:ليستير بيرد&nbsp;<span style="font-size: smaller; font-style: normal; font-weight: normal;" class="noprint">&nbsp;[[d:Q365451

- PlotData definition invalid. Invalid attribute 'font-style' found. 

```
 Syntax: 'PlotData = [align:..] [anchor:..] [at:..] [bar:..] [barset:..] [color:..] [fontsize:..] [from:..] [link:..] [mark:..] [shift:..] [text:..] [textcolor:..] [till:..] [width:..]'

```